# Conde d'Aguilar
Conde d'Aguilar, nome artístico de Saúl Fernandes de Aguilar (Lisboa, 21 de Janeiro de 1909 - Lisboa, 12 de Fevereiro de 1988), foi um célebre ilusionista português.

## Biografia
Na juventude Saúl jogou como júnior no Sport Lisboa e Benfica. Em 1926 estreou-se como faquir, e dez anos depois tornou-se mágico, actividade pela qual ficou internacionalmente conhecido. Actuou no Coliseu dos Recreios em 1936, e teve um contrato de três anos no Ritz Club. Actuou também no Coliseu do Porto.
O "Conde d'Aguilar" tinha uma figura muito característica, de casaca, faixa vermelha ao peito, e muitas medalhas. A sua entrada em palco era sempre muito distante, dando às suas actuações um toque de antipatia. Em 1967 o jornal catalão El Mundo Deportivo descrevia-o como mágico de "bom trabalho e habilíssimo, mas de simpatia melhorável" e com excesso de altivez e displicência.
Foi um dos grandes mágicos portugueses, desenvolvendo a sua actividade sobretudo nas décadas de 1940 e 1950. A sua partenaire e esposa, July, chamava-se Júlia Domene Cruz de Aguilar e era de nacionalidade espanhola. Segundo o ilusionista Luís de Matos, o "Conde d'Aguilar" marcou uma época em Portugal.
Foi protagonista no espectáculo "El Mundo Imaginário", que estreou a 31 de Janeiro de 1949 no Teatro de la Zarzuela em Madrid. O jornal espanhol ABC apresentou-o como "grande ilusionista e prestidigitador lusitano", que "faz truques cheios de limpeza, habilidade e elegância, verdadeiramente surpreendentes". Em 1954 o espectáculo estreou em Barcelona, no Teatro Barcelona, com o Conde d'Aguilar sendo anunciado como "um génio do ilusionismo". Em Outubro do mesmo ano estreou em Madrid o espectáculo "Intriga e Humor", uma comédia mágico-cómica escrita para o "Conde d'Aguilar" pelo ilusionista espanhol Antonio de Armenteras.
Teve muitas intervenções na RTP, incluindo uma série em 1954 onde ensinava truques de ilusionismo.
O poeta Alexandre O'Neill dedicou-lhe um poema, "Homenagem ao Conde de Aguilar, ilusionista", publicado na sua obra A Saca de Orelhas (1979).